# Gingen an der Fils
Gingen an der Fils é um município da Alemanha, no distrito de Göppingen, na região administrativa de Estugarda, estado de Baden-Württemberg.